# Tombe dei giganti della provincia di Sassari
Le tombe dei giganti della provincia di Sassari:

## Tombe dei giganti
| Nome                                      | Comune                 | Coordinate            | Mappa |
| ----------------------------------------- | ---------------------- | --------------------- | ----- |
| tomba dei giganti di Alteri               | Alà dei Sardi          | 40.66393°N 9.31711°E  | Mappa |
| tomba dei giganti di Intro 'e Serra       | Alà dei Sardi          | 40.63876°N 9.30058°E  | Mappa |
| tomba dei giganti di Mala Carruca         | Alà dei Sardi          | 40.65353°N 9.29755°E  | Mappa |
| tomba dei giganti di Padentes             | Alà dei Sardi          | 40.66025°N 9.32986°E  | Mappa |
| tomba dei giganti di sas Tumbas           | Alà dei Sardi          | 40.646°N 9.37207°E    | Mappa |
| tomba dei giganti di s'Ena 'e su Barone   | Alà dei Sardi          | 40.66158°N 9.31421°E  | Mappa |
| tomba dei giganti di Carraxiu             | Alghero                | 40.63388°N 8.26662°E  | Mappa |
| tomba dei giganti di Palmavera I          | Alghero                | 40.58982°N 8.25277°E  | Mappa |
| tomba dei giganti di Palmavera II         | Alghero                | 40.58985°N 8.25305°E  | Mappa |
| tomba dei giganti di Paula Tolta          | Alghero                | 40.64274°N 8.29412°E  | Mappa |
| tomba dei giganti di Serra Ona            | Alghero                | 40.65396°N 8.20925°E  | Mappa |
| tomba dei giganti di sa Pruna             | Anela                  | 40.47621°N 8.99975°E  | Mappa |
| tomba dei giganti di Capichera            | Arzachena              | 41.04638°N 9.35271°E  | Mappa |
| tomba dei giganti di Coddu Vecchju        | Arzachena              | 41.05021°N 9.35584°E  | Mappa |
| tomba dei giganti di La Prisgiona         | Arzachena              | 41.04772°N 9.36173°E  | Mappa |
| tomba dei giganti di Li Lolghi            | Arzachena              | 41.06669°N 9.33369°E  | Mappa |
| tomba dei giganti di Moru                 | Arzachena              | 41.06913°N 9.41211°E  | Mappa |
| tomba dei giganti di Contra de Revorte    | Benetutti              | 40.38676°N 9.18671°E  | Mappa |
| tomba dei giganti di Ogolo e di Urchi     | Benetutti              | 40.41861°N 9.1152°E   | Mappa |
| tomba dei giganti di Ena 'e Sedina        | Benetutti              | 40.46742°N 9.14176°E  | Mappa |
| tomba dei giganti di Iscorra Boe          | Benetutti              | 40.45202°N 9.17994°E  | Mappa |
| tomba dei giganti di Maone                | Benetutti              | 40.44444°N 9.17009°E  | Mappa |
| tomba dei giganti di Muristere            | Benetutti              | 40.44828°N 9.21275°E  | Mappa |
| tomba dei giganti di Puddighinu           | Benetutti              | 40.41672°N 9.13398°E  | Mappa |
| tomba dei giganti di Ortivai              | Bono                   | 40.36232°N 9.09347°E  | Mappa |
| tomba dei giganti di Pranighedda          | Bono                   | 40.45022°N 8.97485°E  | Mappa |
| tomba dei giganti di Cujaru               | Bonorva                | 40.47241°N 8.82669°E  | Mappa |
| tomba dei giganti di Giove                | Bonorva                | 40.39309°N 8.76656°E  | Mappa |
| tomba dei giganti di Mura Cariasa         | Bonorva                | 40.40338°N 8.78514°E  | Mappa |
| tomba dei giganti di Oghene               | Bonorva                | 40.41203°N 8.78996°E  | Mappa |
| tomba dei giganti di Ponte Valenti        | Bonorva                | 40.46834°N 8.80631°E  | Mappa |
| tomba dei giganti di Salamestene          | Bonorva                | 40.40193°N 8.78643°E  | Mappa |
| tomba dei giganti di Cuada                | Bortigiadas            | 40.87215°N 8.92795°E  | Mappa |
| tomba dei giganti di lu Cantareddu        | Bortigiadas            | 40.86331°N 8.90374°E  | Mappa |
| tomba dei giganti di Punta Nuraghe        | Bortigiadas            | 40.88646°N 9.039°E    | Mappa |
| tomba dei giganti di San Pancrazio        | Bortigiadas            | 40.89071°N 9.02653°E  | Mappa |
| tomba dei giganti di Pasciarzu I          | Bottidda               | 40.37813°N 9.06681°E  | Mappa |
| tomba dei giganti di Pasciarzu II         | Bottidda               | 40.37794°N 9.06624°E  | Mappa |
| tomba dei giganti di sa Corona            | Bottidda               | 40.39543°N 9.00286°E  | Mappa |
| tomba dei giganti di Corrincia            | Buddusò                | 40.53534°N 9.27742°E  | Mappa |
| tomba dei giganti di Loelle I             | Buddusò                | 40.56694°N 9.31622°E  | Mappa |
| tomba dei giganti di Loelle II            | Buddusò                | 40.56582°N 9.31783°E  | Mappa |
| tomba dei giganti di Merenda Ona          | Bultei                 | 40.42315°N 9.10363°E  | Mappa |
| tomba dei giganti di Pedras Ladas         | Bultei                 | 40.50545°N 9.0312°E   | Mappa |
| tomba dei giganti di Presone I            | Bultei                 | 40.50771°N 9.03354°E  | Mappa |
| tomba dei giganti di Presone II           | Bultei                 | 40.50776°N 9.03335°E  | Mappa |
| tomba dei giganti di Funtana 'e Regas     | Burgos                 | 40.42165°N 8.92178°E  | Mappa |
| tomba dei giganti di s'Unighedda          | Burgos                 | 40.4291°N 8.93352°E   | Mappa |
| tomba dei giganti di Laicheddu            | Calangianus            | 40.93565°N 9.21043°E  | Mappa |
| tomba dei giganti di Pascaredda           | Calangianus            | 40.90804°N 9.17432°E  | Mappa |
| tomba dei giganti di Cacchile             | Chiaramonti            | 40.73085°N 8.81244°E  | Mappa |
| tomba dei giganti di Corrales             | Chiaramonti            | 40.74662°N 8.85227°E  | Mappa |
| tomba dei giganti di Frades Contones      | Chiaramonti            | 40.79479°N 8.88759°E  | Mappa |
| tomba dei giganti di Giaganne Dominigu    | Chiaramonti            | 40.73298°N 8.80163°E  | Mappa |
| tomba dei giganti di Monte Sozzu          | Chiaramonti            | 40.76191°N 8.89671°E  | Mappa |
| tomba dei giganti di Monte Sozzu II       | Chiaramonti            | 40.76044°N 8.89639°E  | Mappa |
| tomba dei giganti di sa Figu Niedda       | Chiaramonti            | 40.71239°N 8.81627°E  | Mappa |
| tomba dei giganti di s'Elighe Entosu      | Chiaramonti            | 40.71942°N 8.80092°E  | Mappa |
| tomba dei giganti di Serra 'e Coloras I   | Chiaramonti            | 40.75967°N 8.85649°E  | Mappa |
| tomba dei giganti di Serra 'e Coloras II  | Chiaramonti            | 40.76114°N 8.8553°E   | Mappa |
| tomba dei giganti di su Caddalzu          | Chiaramonti            | 40.71744°N 8.82983°E  | Mappa |
| tomba dei giganti di su Caddalzu II       | Chiaramonti            | 40.71737°N 8.82475°E  | Mappa |
| tomba dei giganti di su Caddalzu III      | Chiaramonti            | 40.71796°N 8.82461°E  | Mappa |
| tomba dei giganti di Truduriga            | Chiaramonti            | 40.72018°N 8.83615°E  | Mappa |
| tomba dei giganti di Crastu 'e Fora       | Cossoine               | 40.43867°N 8.71184°E  | Mappa |
| tomba dei giganti di Padru Mores          | Cossoine               | 40.43266°N 8.69356°E  | Mappa |
| tomba dei giganti di Giagone              | Erula                  | 40.78987°N 8.92124°E  | Mappa |
| tomba dei giganti di Longhidanu           | Erula                  | 40.74372°N 8.9407°E   | Mappa |
| tomba dei giganti di Fruschiosu           | Esporlatu              | 40.39927°N 8.97111°E  | Mappa |
| tomba dei giganti di Balconeddu I         | Florinas               | 40.64764°N 8.64376°E  | Mappa |
| tomba dei giganti di Balconeddu II        | Florinas               | 40.6475°N 8.64372°E   | Mappa |
| tomba dei giganti di Campu Lontanu I      | Florinas               | 40.59056°N 8.63586°E  | Mappa |
| tomba dei giganti di Campu Lontanu II     | Florinas               | 40.59419°N 8.62609°E  | Mappa |
| tomba dei giganti di Linna Odetta         | Florinas               | 40.60585°N 8.65675°E  | Mappa |
| tomba dei giganti di Pedra Lada I         | Florinas               | 40.64591°N 8.64653°E  | Mappa |
| tomba dei giganti di Pedra Lada II        | Florinas               | 40.64606°N 8.64649°E  | Mappa |
| tomba dei giganti di Pedra Lada III       | Florinas               | 40.64658°N 8.64716°E  | Mappa |
| tomba dei giganti di Pedra Lada IV        | Florinas               | 40.64558°N 8.64645°E  | Mappa |
| tomba dei giganti di Pedra Lada V         | Florinas               | 40.6455°N 8.64644°E   | Mappa |
| tomba dei giganti di sa Figu Niedda       | Florinas               | 40.61653°N 8.64195°E  | Mappa |
| tomba dei giganti di sa Rocca 'e su Lampu | Florinas               | 40.61144°N 8.65093°E  | Mappa |
| tomba dei giganti di Sambisue             | Florinas               | 40.61541°N 8.70112°E  | Mappa |
| tomba dei giganti di Santu Martinu        | Florinas               | 40.63789°N 8.65319°E  | Mappa |
| tomba dei giganti di s'Iscala de su Casu  | Florinas               | 40.65397°N 8.63991°E  | Mappa |
| tomba dei giganti di su Calarighe         | Florinas               | 40.60546°N 8.64201°E  | Mappa |
| tomba dei giganti di su Carralzu I        | Florinas               | 40.65575°N 8.63845°E  | Mappa |
| tomba dei giganti di su Carralzu II       | Florinas               | 40.65566°N 8.63841°E  | Mappa |
| tomba dei giganti di su Monte             | Florinas               | 40.62427°N 8.65953°E  | Mappa |
| tomba dei giganti di su Monte 'e sa Jana  | Florinas               | 40.6345°N 8.63795°E   | Mappa |
| tomba dei giganti di Figu                 | Giave                  | 40.46731°N 8.76583°E  | Mappa |
| tomba dei giganti di Madroncula           | Giave                  | 40.45063°N 8.78156°E  | Mappa |
| tomba dei giganti di sa Uttiosa           | Giave                  | 40.48189°N 8.66362°E  | Mappa |
| tomba dei giganti di sos Murones          | Giave                  | 40.48679°N 8.64162°E  | Mappa |
| tomba dei giganti di su Crastu Peltuntu   | Giave                  | 40.46135°N 8.76068°E  | Mappa |
| tomba dei giganti di su Tilibriu          | Giave                  | 40.4917°N 8.65085°E   | Mappa |
| tomba dei giganti di Lorivai              | Illorai                | 40.3333°N 9.04405°E   | Mappa |
| tomba dei giganti di sa Paule Ruja I      | Illorai                | 40.40226°N 8.93839°E  | Mappa |
| tomba dei giganti di sa Paule Ruja II     | Illorai                | 40.40646°N 8.93452°E  | Mappa |
| tomba dei giganti di Tudulu               | Illorai                | 40.40428°N 8.91743°E  | Mappa |
| Complesso archeologico di Sa Figu         | Ittiri                 | 40.36172°N 8.352384°E | Mappa |
| tomba dei giganti di sa Figu II           | Ittiri                 | 40.60472°N 8.59384°E  | Mappa |
| tomba dei giganti di sa Figu III          | Ittiri                 | 40.60467°N 8.59402°E  | Mappa |
| tomba dei giganti di sa Figu IV           | Ittiri                 | 40.60479°N 8.59344°E  | Mappa |
| tomba dei giganti di sa Figu V            | Ittiri                 | 40.60525°N 8.59116°E  | Mappa |
| tomba dei giganti di sa Figu VI           | Ittiri                 | 40.60463°N 8.59422°E  | Mappa |
| tomba dei giganti di sa Figu VII          | Ittiri                 | 40.6035°N 8.59508°E   | Mappa |
| tomba dei giganti di sa Figu VIII         | Ittiri                 | 40.60496°N 8.5907°E   | Mappa |
| tomba dei giganti di sas Iscias           | Ittiri                 | 40.64261°N 8.54302°E  | Mappa |
| tomba dei giganti di Vittore              | Ittiri                 | 40.60291°N 8.60487°E  | Mappa |
| tomba dei giganti di Lu Naraconi          | Luras                  | 40.9801°N 9.13559°E   | Mappa |
| tomba dei giganti di sa Mura              | Mara                   | 40.42375°N 8.62795°E  | Mappa |
| tomba dei giganti di Tudera               | Monteleone Rocca Doria | 40.48548°N 8.5567°E   | Mappa |
| tomba dei giganti di Logu I               | Monti                  | 40.81544°N 9.30846°E  | Mappa |
| tomba dei giganti di Logu II              | Monti                  | 40.81365°N 9.30637°E  | Mappa |
| tomba dei giganti di Monte Simeone        | Muros                  | 40.70513°N 8.62019°E  | Mappa |
| tomba dei giganti di Isporo I             | Nule                   | 40.49925°N 9.2273°E   | Mappa |
| tomba dei giganti di Isporo II            | Nule                   | 40.49888°N 9.23033°E  | Mappa |
| tomba dei giganti di Orcu                 | Nulvi                  | 40.81027°N 8.79346°E  | Mappa |
| tomba dei giganti di Orria                | Nulvi                  | 40.76695°N 8.77699°E  | Mappa |
| tomba dei giganti di Belveghile           | Olbia                  | 40.94948°N 9.5025°E   | Mappa |
| tomba dei giganti di Contras              | Olbia                  | 40.93831°N 9.44437°E  | Mappa |
| tomba dei giganti di Corrimozzo           | Olbia                  | 40.90092°N 9.47112°E  | Mappa |
| tomba dei giganti di Labia                | Olbia                  | 40.92919°N 9.41171°E  | Mappa |
| tomba dei giganti di lu Faagghiu          | Olbia                  | 40.85754°N 9.45488°E  | Mappa |
| tomba dei giganti di Pedra Zoccada        | Olbia                  | 40.91119°N 9.46°E     | Mappa |
| tomba dei giganti di sa Tumba             | Olbia                  | 40.95036°N 9.5167°E   | Mappa |
| tomba dei giganti di Siana                | Olbia                  | 40.87075°N 9.43025°E  | Mappa |
| tomba dei giganti di su Monte 'e s'Abe    | Olbia                  | 40.87567°N 9.48403°E  | Mappa |
| tomba dei giganti di su Trambuccone       | Olbia                  | 40.86381°N 9.46022°E  | Mappa |
| tomba dei giganti di Arriu 'e Multa I     | Oschiri                | 40.70905°N 9.11229°E  | Mappa |
| tomba dei giganti di Arriu 'e Multa II    | Oschiri                | 40.70869°N 9.11101°E  | Mappa |
| tomba dei giganti di Sacchettore          | Oschiri                | 40.69983°N 9.07442°E  | Mappa |
| tomba dei giganti di San Giorgio I        | Oschiri                | 40.76683°N 9.02523°E  | Mappa |
| tomba dei giganti di San Giorgio II       | Oschiri                | 40.76711°N 9.02566°E  | Mappa |
| tomba dei giganti di Brunuzzu             | Ossi                   | 40.6429°N 8.63287°E   | Mappa |
| tomba dei giganti di Corona 'e Teula      | Ossi                   | 40.64318°N 8.63011°E  | Mappa |
| tomba dei giganti di Mesu 'e Montes III   | Ossi                   | 40.63114°N 8.61852°E  | Mappa |
| tomba dei giganti di Mesu 'e Montes IV    | Ossi                   | 40.63145°N 8.61893°E  | Mappa |
| tomba dei giganti di Mesu 'e Montes XVI   | Ossi                   | 40.63276°N 8.62025°E  | Mappa |
| tomba dei giganti di Pala Arghentu        | Ossi                   | 40.66127°N 8.58783°E  | Mappa |
| tomba dei giganti di s'Isterridolzu       | Ossi                   | 40.61996°N 8.63881°E  | Mappa |
| tomba dei giganti di Borroiles I          | Ozieri                 | 40.65832°N 8.88605°E  | Mappa |
| tomba dei giganti di Borroiles II         | Ozieri                 | 40.65858°N 8.88535°E  | Mappa |
| tomba dei giganti di Cavanna              | Ozieri                 | 40.66088°N 8.93901°E  | Mappa |
| tomba dei giganti di Columbalza           | Ozieri                 | 40.64401°N 8.90743°E  | Mappa |
| tomba dei giganti di Columbos             | Ozieri                 | 40.66865°N 8.94276°E  | Mappa |
| tomba dei giganti di Conca Nicolitta I    | Ozieri                 | 40.57281°N 8.92914°E  | Mappa |
| tomba dei giganti di Conca Nicolitta II   | Ozieri                 | 40.5732°N 8.92991°E   | Mappa |
| tomba dei giganti di Conca Nicolitta III  | Ozieri                 | 40.5742°N 8.92967°E   | Mappa |
| tomba dei giganti di Cordianu             | Ozieri                 | 40.56853°N 8.97658°E  | Mappa |
| tomba dei giganti di Corona Saltaina      | Ozieri                 | 40.70418°N 8.92578°E  | Mappa |
| tomba dei giganti di Furadu               | Ozieri                 | 40.6009°N 8.98492°E   | Mappa |
| tomba dei giganti di Giolzi Pintu         | Ozieri                 | 40.59933°N 9.03533°E  | Mappa |
| tomba dei giganti di Liuoro               | Ozieri                 | 40.57296°N 8.96847°E  | Mappa |
| tomba dei giganti di Logostis             | Ozieri                 | 40.71057°N 8.94263°E  | Mappa |
| tomba dei giganti di Magnafave            | Ozieri                 | 40.61199°N 9.02542°E  | Mappa |
| tomba dei giganti di Pianu de Lizzu       | Ozieri                 | 40.61774°N 9.0068°E   | Mappa |
| tomba dei giganti di Pianu Ladu           | Ozieri                 | 40.67687°N 8.94764°E  | Mappa |
| tomba dei giganti di Poltolzu             | Ozieri                 | 40.70959°N 8.88903°E  | Mappa |
| tomba dei giganti di sa Cucurra           | Ozieri                 | 40.69336°N 8.87316°E  | Mappa |
| tomba dei giganti di San Pietro           | Ozieri                 | 40.62083°N 8.99941°E  | Mappa |
| tomba dei giganti di Santu Lussurzu       | Ozieri                 | 40.70804°N 8.89938°E  | Mappa |
| tomba dei giganti di su Eredu             | Ozieri                 | 40.55227°N 8.93381°E  | Mappa |
| tomba dei giganti di su Paris             | Ozieri                 | 40.63654°N 8.86125°E  | Mappa |
| tomba dei giganti di Peddalzos            | Padria                 | 40.41388°N 8.61227°E  | Mappa |
| tomba dei giganti di li Mizzani           | Palau                  | 41.14146°N 9.33275°E  | Mappa |
| tomba dei giganti di Sajacciu             | Palau                  | 41.15855°N 9.32116°E  | Mappa |
| tomba dei giganti di sas Luzanas          | Perfugas               | 40.85484°N 8.94281°E  | Mappa |
| tomba dei giganti di Fiorosu              | Ploaghe                | 40.70005°N 8.74432°E  | Mappa |
| tomba dei giganti di Andriolu             | Porto Torres           | 40.82295°N 8.40107°E  | Mappa |
| tomba dei giganti di Bassu                | Pozzomaggiore          | 40.36018°N 8.64015°E  | Mappa |
| tomba dei giganti di sas Animas I         | Pozzomaggiore          | 40.40677°N 8.67672°E  | Mappa |
| tomba dei giganti di sas Animas II        | Pozzomaggiore          | 40.40668°N 8.67733°E  | Mappa |
| tomba dei giganti di sas Animas III       | Pozzomaggiore          | 40.40632°N 8.67773°E  | Mappa |
| tomba dei giganti di sas Migalinas I      | Pozzomaggiore          | 40.39861°N 8.6924°E   | Mappa |
| tomba dei giganti di Scupizzu             | Pozzomaggiore          | 40.33866°N 8.67269°E  | Mappa |
| tomba dei giganti di La Testa             | Santa Teresa Gallura   | 41.22003°N 9.17661°E  | Mappa |
| tomba dei giganti di Lu Brandali          | Santa Teresa Gallura   | 41.23327°N 9.17655°E  | Mappa |
| tomba dei giganti di Ladrofurtis          | Sassari                | 40.72872°N 8.62452°E  | Mappa |
| tomba dei giganti di Molafa               | Sassari                | 40.69803°N 8.51881°E  | Mappa |
| tomba dei giganti di lu Ruaggiu           | Sedini                 | 40.87191°N 8.79931°E  | Mappa |
| tomba dei giganti di Oridda               | Sennori                | 40.82788°N 8.66073°E  | Mappa |
| tomba dei giganti di Tana di lu Mazzoni   | Stintino               | 40.84016°N 8.22313°E  | Mappa |
| tomba dei giganti di Bighinza             | Thiesi                 | 40.51449°N 8.69541°E  | Mappa |
| tomba dei giganti di Monte Capitta        | Tissi                  | 40.63885°N 8.58929°E  | Mappa |
| tomba dei giganti di sas Puntas           | Tissi                  | 40.68316°N 8.56133°E  | Mappa |
| tomba dei giganti di Barateddu            | Torralba               | 40.47505°N 8.80841°E  | Mappa |
| tomba dei giganti di Maria Sanna          | Torralba               | 40.49389°N 8.85043°E  | Mappa |
| tomba dei giganti di Planu Borgolo        | Torralba               | 40.48661°N 8.75292°E  | Mappa |
| tomba dei giganti di Prunaiola            | Torralba               | 40.48976°N 8.75351°E  | Mappa |
| tomba dei giganti di sa Pedra Longa       | Torralba               | 40.48753°N 8.81935°E  | Mappa |
| tomba dei giganti di su Chercu            | Torralba               | 40.51159°N 8.75896°E  | Mappa |
| tomba dei giganti di su Crastu Covaccadu  | Torralba               | 40.486°N 8.83405°E    | Mappa |
| tomba dei giganti di su Igante            | Torralba               | 40.48348°N 8.76901°E  | Mappa |
| tomba dei giganti di Elighe Entosu VII    | Usini                  | 40.65191°N 8.54543°E  | Mappa |
| tomba dei giganti di Molineddu II         | Usini                  | 40.64649°N 8.54698°E  | Mappa |
| tomba dei giganti di Molineddu V          | Usini                  | 40.64579°N 8.54144°E  | Mappa |
| tomba dei giganti di Laccaneddu           | Villanova Monteleone   | 40.51167°N 8.43809°E  | Mappa |
| tomba dei giganti di Pedra Russasa        | Villanova Monteleone   | 40.48441°N 8.5006°E   | Mappa |
| tomba dei giganti di Punta e su Crabile   | Villanova Monteleone   | 40.44504°N 8.41622°E  | Mappa |
| tomba dei giganti di s'Attalzolu          | Villanova Monteleone   | 40.44409°N 8.50653°E  | Mappa |